# Фаренгейт 11/9
«Фаренгейт 11/9» (англ. Fahrenheit 11/9) — документальный фильм режиссёра и активиста Майкла Мура, вышедший на экраны в 2018 году. Название отсылает к роману Рэя Брэдбери «451 градус по Фаренгейту», одному из предыдущих фильмов Мура «Фаренгейт 9/11» и дате 9 ноября 2016 года, когда было объявлено о победе Дональда Трампа в президентских выборах.

## Сюжет
В 2016 году Дональд Трамп побеждает на президентских выборах в США, несмотря на то, что большинство обозревателей отдавали победу его сопернице Хиллари Клинтон. Майкл Мур задаётся вопросом: как такое вообще стало возможным? В поиске ответа он обращается к парадоксальной способности Трампа использовать шумиху в прессе себе на пользу и приобретать популярность, несмотря на все скандальные новости. Другую причину Мур видит в растущих авторитарных тенденциях в Республиканской партии и анализирует их на примере водного кризиса в своём родном городе Флинт, где множество людей пострадали из-за политики губернатора Рика Снайдера, направленной на замалчивание проблемы. Наконец, Мур критикует поведение руководства Демократической партии, тесно связанного с финансовыми группами и блокирующего попытки провести в партии необходимые изменения. Надежды режиссёр связывает с новым поколением политических активистов, включая таких деятелей Демократической партии, как Александрия Окасио-Кортес и Рашида Тлаиб.

## Награды и номинации
- 2018 — участие в конкурсной программе Стокгольмского кинофестиваля.
- 2019 — номинация на премию Гильдии сценаристов США за лучший сценарий документального фильма.
- 2019 — три премии «Золотая малина»: худший актёр (Дональд Трамп), худшая актриса второго плана (Келлиэнн Конуэй), худшая экранная комбинация (Дональд Трамп и его нескончаемая мелочность). Кроме того, Мелания Трамп получила номинацию в категории «худшая актриса второго плана».